# Carl Hoffmann
Carl Hoffmann född 9 juni 1885 i Neisse-an-der-Wobert, Schlesien, död 5 augusti 1947 i Minden Westfalen, tysk fotograf och regissör. Han är far till regissören Kurt Hoffmann. 
Hoffmann anställdes som kameraoperatör 1908 och 1912 blev han chefsfotograf. Han räknas som en av den tyska stumfilmskonstens största fotoess.

## Filmfoto i urval
- 1926 – Flickorna Gyurkovics
- 1926 - Faust
- 1920 - Von Morgens bis Mitternachts
- 1919 - Der Knabe in Blau

## Regi i urval
- 1935 - Viktoria
- 1935 - Das Einmaleins der Liebe